# Lilla Abborrtjärnen, Dalsland
Lilla Abborrtjärnen är en sjö i Färgelanda kommun i Dalsland och ingår i Göta älvs huvudavrinningsområde. Lilla Abborrtjärnen ligger i Kroppefjäll Natura 2000-område.